# Винтовая лестница (фильм)
«Винтовая лестница» (англ. The Spiral Staircase) — кинофильм режиссёра Роберта Сиодмака, вышедший на экраны в 1946 году.
Сценарий фильма написал Мел Динелли на основе романа Этель Лины Уайт 1933 года «Кто-то должен поберечься» (1933). Фильм рассказывает о молодой немой девушке (Дороти Макгуайр), которой угрожает расправа со стороны таинственного маньяка, преследующего девушек с физическими недостатками.
За игру в этом фильме Этель Берримор была номинирована на Оскар как лучшая актриса второго плана.

## Сюжет
Действие фильма происходит в небольшом городке в Новой Англии в 1906 году. Немая девушка Хелен МакКорд (Дороти Макгуайр) смотрит фильм в кинотеатре, расположенном в местной гостинице. Когда фильм заканчивается, откуда-то сверху слышится громкий звук. Киномеханик бежит вверх по лестнице и обнаруживает в одной из комнат задушенную хромую девушку. Она стала очередной жертвой в серии убийств девушек с физическими недостатками, которые стали происходить в городке. Когда новый местный врач, доктор Брайан Перри (Кент Смит) приходит осмотреть тело, он сталкивается там со своим конкурентом, пожилым доктором Харви, много лет проработавшим в этом городке. Беспокоясь за жизнь Хелен, Перри предлагает подвезти её на повозке в дом миссис Уоррен, где она работает служанкой и ухаживает за прикованной к постели хозяйкой. По дороге Перри убеждает Хелен заняться восстановлением речи, предлагая отвезти её к знакомому врачу в Бостоне, разработавшему новую методику лечения немоты. Его прерывает мальчик, который останавливает повозку и просит доктора срочно поехать осмотреть его больную мать. Перри отправляет Хелен домой одну, а сам отправляется к пациентке.
Когда Хелен уже подходит к дому, начинается ливень, она в темноте роняет ключи, в это время некто наблюдает за ней из-за дерева. Хелен заходит в дом и поднимается вверх по лестнице в спальню миссис Уоррен. Она на минуту останавливается, чтобы посмотреть на себя в зеркале, в этот момент некто внимательно наблюдает за ней из укрытия, причём ему представляется, что у девушки нет рта. Когда Хелен входит в комнату миссис Уоррен (Этель Берримор), та предупреждает её, что в этом доме она в опасности и требует, чтобы она немедленно уезжала. Вскоре в дом приходит констебль, чтобы поставить в известность профессора Альберта Уоррена (Джордж Брент), пасынка миссис Уоррен, что убийца находится где-то в этом районе и просит быть осторожными, и особенно позаботиться о безопасности Хелен. Профессор успокаивает констебля, говоря, что он обо всём побеспокоится, и тот уходит.
Неблагополучный сын миссис Уоррен по имени Стив (Гордон Оливер), который только что вернулся из Парижа, закручивает роман с Бланш (Ронда Флеминг), секретарём профессора Уоррена. У миссис Уоррен случается приступ, Хелен зовёт Стива, который приводит её в чувства с помощью эфира. После его ухода миссис Уоррен выражает сожаление в связи с его возвращением, утверждая, что вместе с ним всегда приходят несчастья. Тем временем внизу профессор критикует Стива за недостаток ответственности, а Стив в свою очередь обвиняет его в ревности из-за того, что он отбил у него Бланш.
Вскоре приходит доктор Перри, которого вызвала миссис Уоррен. Оставшись с ним наедине, миссис Уоррен говорит доктору, что его сила напоминает ей об её умершем муже, который ненавидел своих сыновей, потому что считал их слабаками. Опасаясь за безопасность Хелен, миссис Уоррен требует, чтобы доктор Перри увёз её этой же ночью. Доктор Перри пообещал это сделать и выписал миссис Уоррен эфир. Однако вскоре бутылочка с эфиром таинственным образом исчезла, и в итоге профессор посылает слугу за эфиром в ближайший городок. В качестве временного тонизирующего средства для мачехи профессор решает использовать бренди и для этого спускается вместе с кухаркой (Эльза Ланчестер) по винтовой лестнице в подвал за бутылкой. Пока профессор выбирает нужную марку, кухарка как бы случайно роняет свечу и в темноте припрятывает одну бутылку для себя. Выйдя от миссис Уоррен, Перри настаивает, чтобы Хелен покинула дом этим же вечером и поехала с ним к специалисту. Перри говорит Хелен, что знает, что её немота вызвана психологической травмой, полученной в детстве, когда она стала свидетельницей того, как её отец и мать сгорели в собственном доме. Однако в этот момент Перри просят к телефону, и он уезжает на срочный вызов, оставляя Хелен записку с именем и телефонным номером пациента. Перри обещает вернуться этим же вечером.
После его ухода Хелен погружается в фантазии о том, как она выйдет за доктора замуж, но во время свадебной церемонии не может произнести слово «да». Через некоторое время Бланш доверительно сообщает Хелен, что недовольна своими отношениями со Стивом и потому решила покинуть дом одновременно с Хелен. Бланш идёт в подвал, чтобы взять свой чемодан, видя по дороге напившуюся кухарку. В подвале Бланш замирает от звука воющего ветра, но успокаивается, когда видит знакомого человека. Однако её успокоенность тут же переходит в ужас, когда этот человек выходит из тени и душит её.
Тем временем наверху сиделка миссис Уоррен, которая больше не может терпеть оскорбления своей клиентки, также увольняется, и профессор просит Стива пойти запрячь лошадей и довезти её до города. Затем профессор просит Хелен отнести записку Бланш. Хелен спускается в подвал и обнаруживает там уже мёртвую секретаршу. Неожиданного столкнувшись в подвале со Стивом, Хелен решает, что это он убил Бланш. Ей удаётся запереть его в одной из комнат и убежать наверх.
Хелен пытается позвонить по номеру, оставленному Перри, но не может произнести его телефонистке. Встретив профессора в коридоре, Хелен торопливо пишет ему записку, что Стив убил Бланш. Под предлогом того, что хочет обезопасить Хелен в комнате мачехи, профессор ведёт её вверх по лестнице, останавливаясь у зеркала. Он требует, чтобы Хелен посмотрела на своё отражение, у которого нет рта, после чего холодно заявляет, что собирается её убить, потому что не может быть места людям с физическими недостатками. Профессор говорит, что специально спланировал её убийство. Для этого он спрятал эфир, чтобы отослать слугу, подстроил так, чтобы любящая выпить кухарка украла бутылку и напилась, а также убил Бланш, чтобы избавиться от всех возможных свидетелей и защитников. Профессор заявляет, что его целью является устранение всех проявлений слабости и несовершенства, которые так ненавидел его отец. Вырвавшись из рук маньяка, Хелен бежит в комнату миссис Уоррен и пытается её разбудить. Как раз в этот момент в дверь стучит констебль с новостями, что Перри пока не может оставить своего пациента.
Констебль возвращается к своей коляске, Хелен бьёт в закрытое окно, пытаясь позвать его на помощь, но констебль принимает этот звук за удар ворот и уезжает. Хелен бежит в подвал, чтобы освободить Стива, но, увидев готового схватить её профессора, поворачивает обратно. Профессор пытается погнаться за ней, но получает пулю от миссис Уоррен, которая вышла на лестницу с пистолетом в руке, чтобы уничтожить маньяка и обезопасить Хелен. Затем миссис Уоррен посылает Хелен выпустить на свободу Стива, и, когда он приходит, просит у него прощения. Она объясняет, что думала, что это он убийца, так как все убийства профессор совершал именно тогда, когда Стив приезжал домой. Когда миссис Уоррен от волнения теряет сознание, Стив просит Хелен срочно позвонить Перри. Хелен подходит к телефону, берёт трубку и произносит телефонистке номер, она снова заговорила.

## В ролях
- Дороти Макгуайр — Хелен
- Кент Смит — доктор Перри
- Джордж Брент — профессор Альберт Уоррен
- Гордон Оливер — Стив Уоррен
- Ронда Флеминг — Бланш
- Эльза Ланчестер — миссис Оутс
- Этель Берримор — миссис Уоррен
- Сара Олгуд — сестра Баркер
- Рис Уильямс — мистер Оутс

## Оценка фильма критикой
Кинокритик Линда Расмуссен дала высокую оценку фильму, охарактеризовав его как «чудесную, полную саспенса психологическую драму, которая является прототипом триллера в жанре „старый тёмный дом, женщина в беде“ с мрачными углами, мерцающими свечами и таинственным, несущим угрозу убийцей, чьё истинное лицо остаётся неизвестным до самого финала».

## Римейки
На фильм было сделано два римейка — в 1975 году вышел фильм с тем же названием с участием Жаклин Биссет и в 2000 году вышел телевизионный фильм с Николетт Шеридан.